# Johann George Tromlitz
Johann George Tromlitz (né le 8 novembre 1725 à Reinsdorf, mort le 4 février 1805) est un flûtiste, facteur d'instruments et compositeur allemand.
Il consacre en particulier 57 pages d'un de ses ouvrages à l'ornementation.

## Œuvres
- Sonate pour flûte et clavecin en Do majeur